# Hydroporus simplex
Hydroporus simplex là một loài bọ cánh cứng trong họ Bọ nước. Loài này được Gordon miêu tả khoa học năm 1981.